# Verescence
Verescence est une entreprise de flaconnage en verre. L'entreprise fait suite à Saint-Gobain Desjonquères.

## Produits
L'entreprise produit notamment des flacons de parfum pour Hermès, Guerlain, Dior, et Chanel. Elle compte 2 500 salariés en 2024.

## Histoire
En 2007, le groupe Saint-Gobain a vendu sa division flaconnage aux fonds d’investissement Sagard et Cognetas. 
L’activité flaconnage de Saint-Gobain Desjonquères et de ses filiales représentait en 2006 un chiffre d’affaires consolidé de 607 M€ et concernait environ 4 500 personnes, avec des usines en France, en Allemagne, en Espagne, aux États-Unis, au Brésil, en Chine et en Russie[source insuffisante]. 
En 2017, les fonds Sagard et Cognetas cèdent leur participation à Oaktree.
Fin 2018, la totalité du capital est transmise au fonds Stirling Square Capital Partners.

## Structure
|                    | Siren       |                     | CA en k€ | Effectif |
| ------------------ | ----------- | ------------------- | -------- | -------- |
| Verescence France. | 801 672 791 | Puteaux             | 204 663  | 851      |
| SGD                | 552 012 585 | Puteaux             | 202 519  | 727      |
| Verescence Somme.  | 344 301 924 | Abbeville           | 33 771   | 340      |
| Verescence Orne.   | 345 820 070 | Écouché-les-Vallées | 26 742   | 248      |